# Leintrey
Leintrey ist eine französische Gemeinde mit 149 Einwohnern (Stand 1. Januar 2022) im Département Meurthe-et-Moselle in der Region Grand Est (vor 2016 Lothringen). Sie gehört zum Arrondissement Lunéville und zum Kanton Baccarat.

## Geografie
Die Gemeinde liegt etwa 41 Kilometer ostsüdöstlich von Nancy im Südosten des Départements Meurthe-et-Moselle und grenzt an das Département Moselle. Leintrey liegt in einem Tal und grenzt im Norden an den Regionalen Naturpark Lothringen. Die Gemeinde besteht aus dem Dorf Leintrey sowie einigen Einzelgehöften. Weite Teile des Gemeindegebiets sind bewaldet. Nachbargemeinden sind Remoncourt  im Norden, Avricourt (im Département Moselle) im Nordosten, Amenoncourt im Osten, Autrepierre im Südosten, Gondrexon, Reillon und Vého im Süden, Emberménil im Westen sowie Xousse im Nordwesten.

## Geschichte
Die heutige Gemeinde wurde 1175 indirekt (Gerardus presbiter de Lenterio) unter dem lateinischen Namen Lenterio erstmals in einem Dokument der Abtei Breaupré erwähnt. Der französische Name tauchte erstmals 1304 als Lentrey auf. Zwischen 1594 und 1608 wurden zehn Einwohner wegen Hexerei hingerichtet. Leintrey war Teil der Vogtei (Bailliage) Blâmont und gehörte somit historisch zum Herzogtum Lothringen, das 1766 an Frankreich fiel. Die Gemeinde wurde 1636 im Dreißigjährigen Krieg von durchziehenden Truppen stark zerstört. Nur 5 Häuser blieben stehen. Bis zur Französischen Revolution lag die Gemeinde dann im Grand-gouvernement de Lorraine-et-Barrois. Von 1793 bis 1801 war Leintrey dem Distrikt Blâmont zugeteilt und Kantonshauptort des Kantons Leintrey. Von 1801 bis 2015 lag die Gemeinde im Kanton Blâmont und ist seither Teil des Kantons Baccarat. Seit 1801 gehört Leintrey zum Arrondissement Lunéville. Die Gemeinde lag bis 1871 im alten Département Meurt(h)e. Von 1871 bis 1918 gehörte sie zu Elsaß-Lothringen und lag an der Grenze zu Frankreich. In den beiden Weltkriegen kam es zu Zerstörungen. In Leintrey gab es 1918 nur noch ganze zwei Häuser. Der Ort wurde erst 1925 wiederaufgebaut.

## Bevölkerungsentwicklung
| Jahr                       | 1962 | 1968 | 1975 | 1982 | 1990 | 1999 | 2007 | 2019 |
| Einwohner                  | 210  | 240  | 209  | 175  | 161  | 136  | 152  | 146  |
| Quellen: Cassini und INSEE |      |      |      |      |      |      |      |      |

## Verkehr
Leintrey liegt nahe an bedeutenden überregionalen Verkehrswegen. Sie liegt zwar an der Bahnstrecke von Paris nach Straßburg, hat aber keine eigene Haltestelle. Die nächstgelegene Haltestelle ist in der westlichen Nachbargemeinde Emberménil. Wenige Kilometer südlich führt die N4 vorbei. Die nächstgelegenen Anschlüsse sind in Bénaménil und Repaix. Für den regionalen Verkehr ist die D185 wichtig, die mitten durch das Dorf führt.

## Sehenswürdigkeiten
- Dorfkirche Saint-Michel, nach dem Ersten Weltkrieg wiederaufgebaut
- Wegkreuz aus dem Jahr 1852 beim Dorffriedhof
- Denkmäler für die Gefallenen[1][2]
- Nationalfriedhof (Nécropole) an der Gemeindegrenze zu Vého

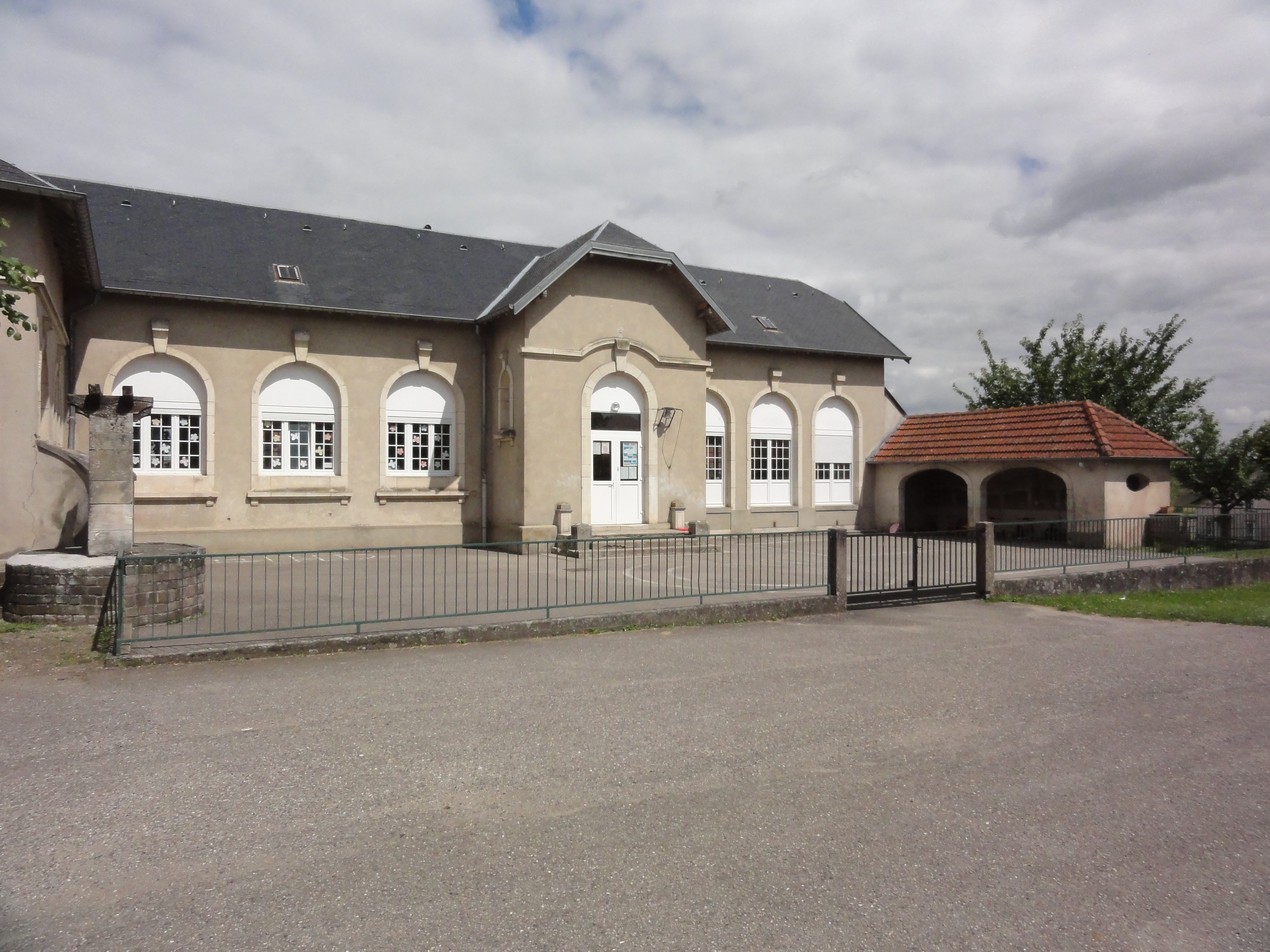
Dorfschule
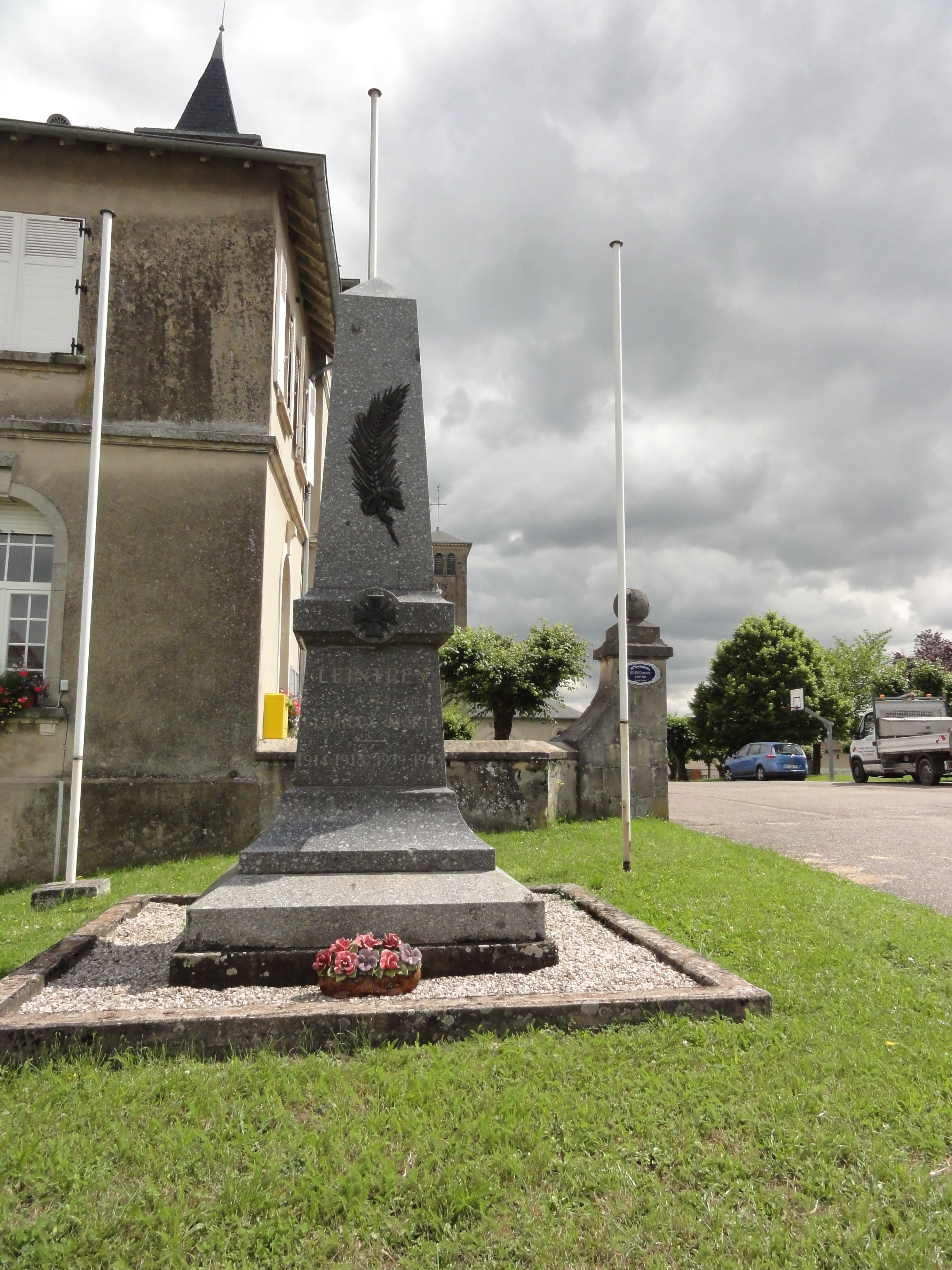
Denkmal für die Gefallenen
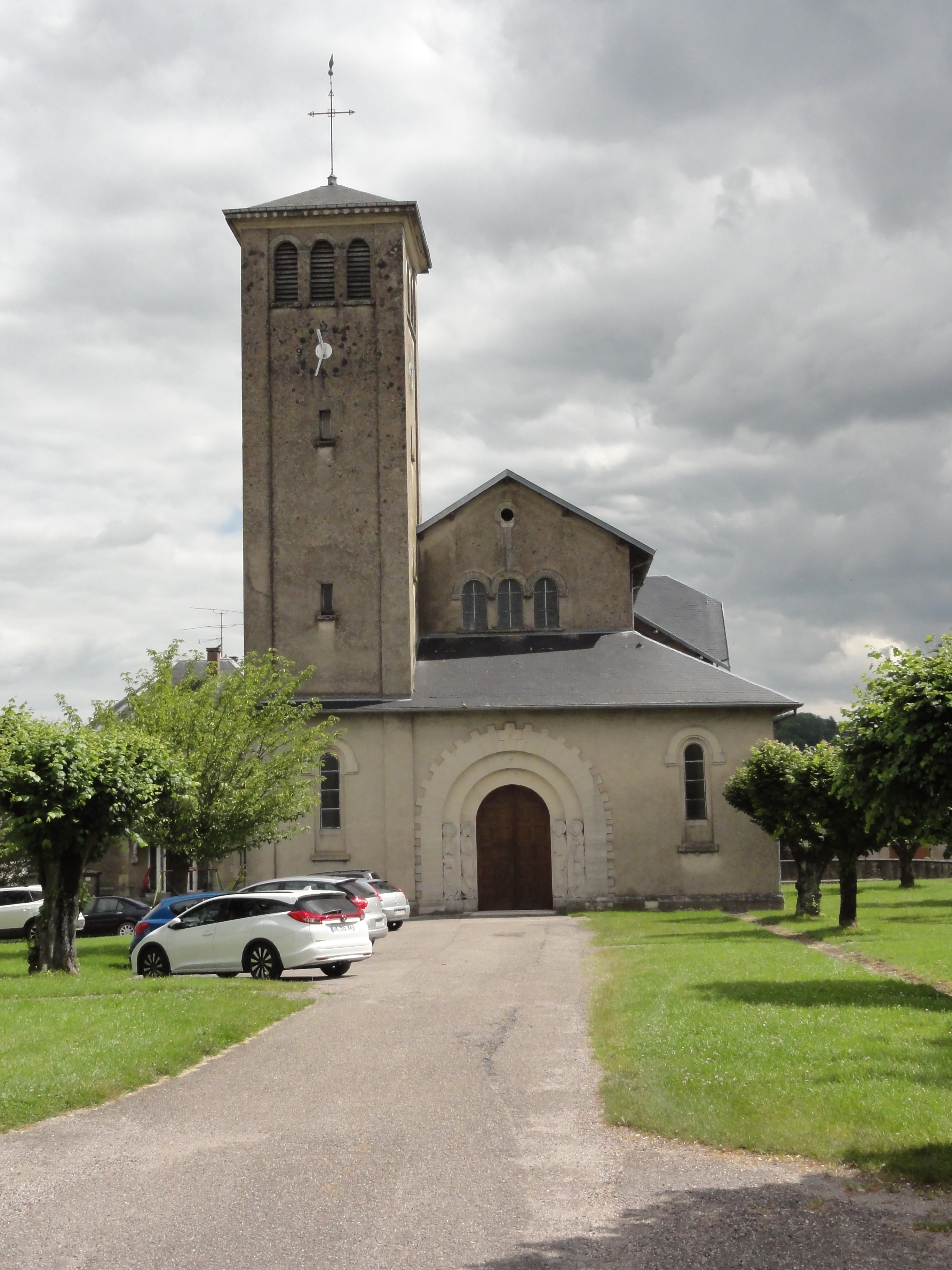
Dorfkirche Saint-Michel
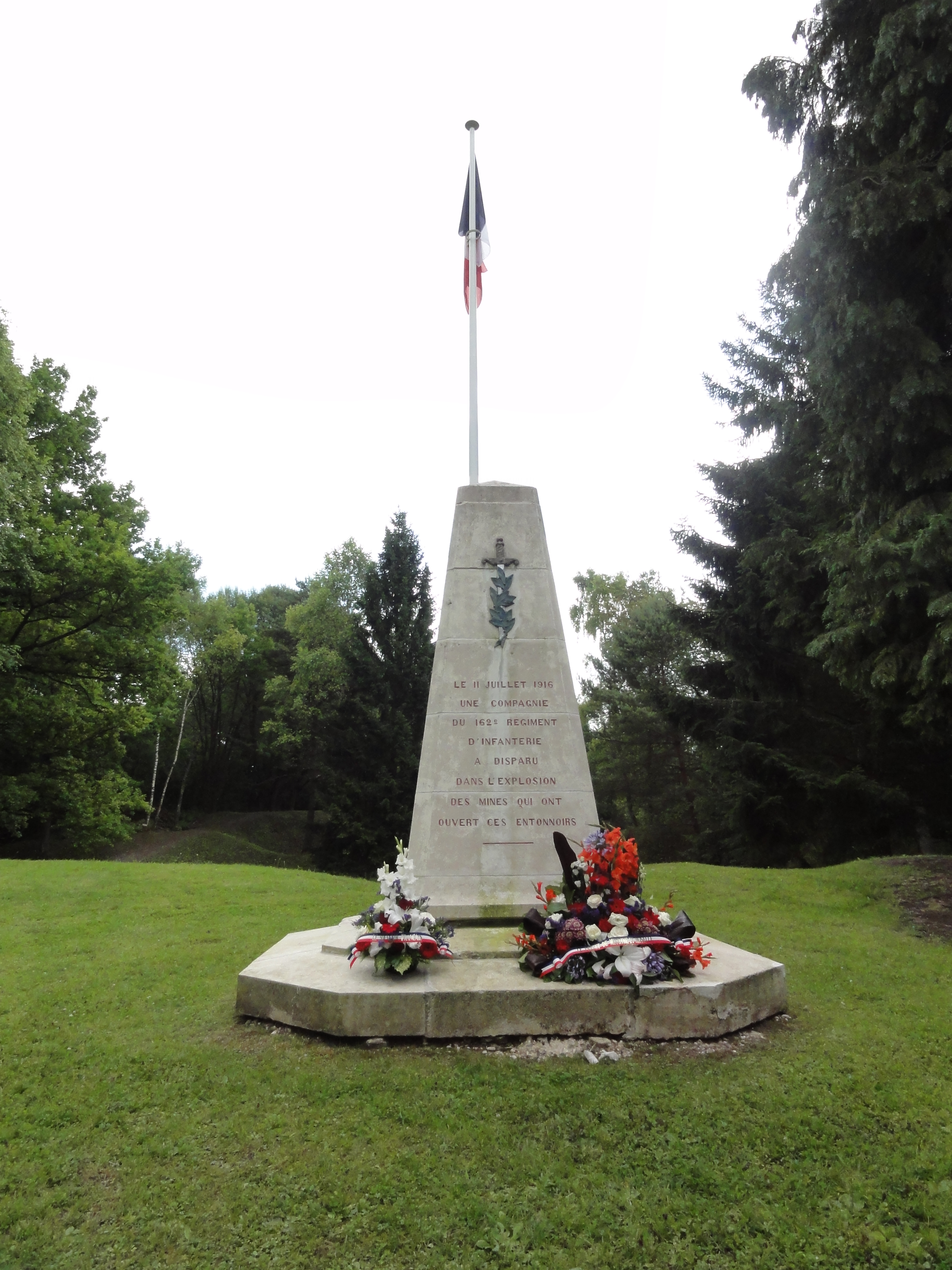
Gedenkstätte für die Angehörigen der 162e R.I.
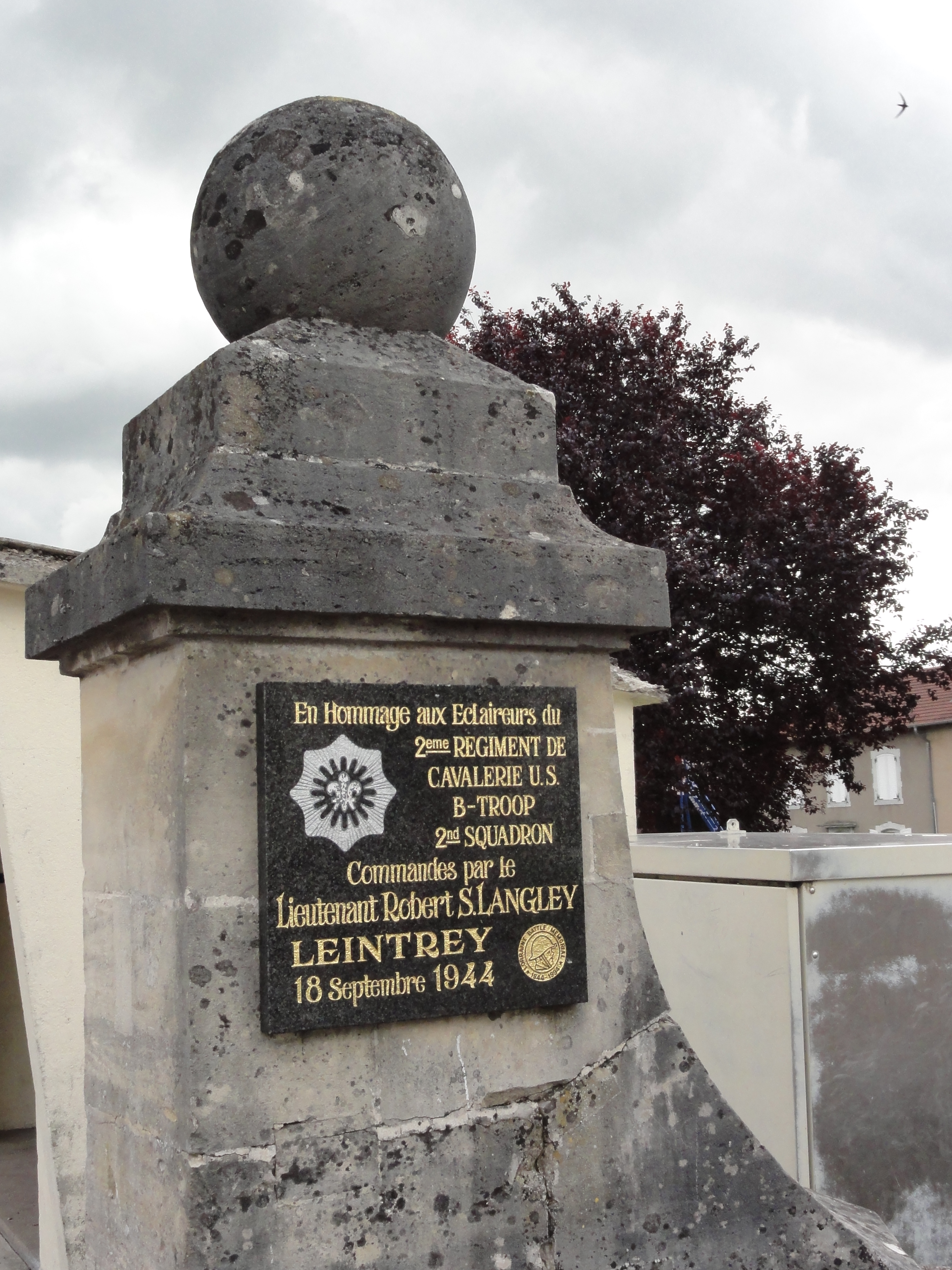
Gedenkplatte für US-Soldaten